# Poidraguin
Poidraguin (en francès Pouydraguin) és un municipi francès situat al departament del Gers i a la regió d'Occitània.

## Demografia
| 1962                                       | 1968 | 1975 | 1982 | 1990 | 1999 | 2006 |
| ------------------------------------------ | ---- | ---- | ---- | ---- | ---- | ---- |
| 176                                        | 162  | 138  | 137  | 137  | 136  | 142  |
| Des de 1962: població sense dobles comptes |      |      |      |      |      |      |

## Administració
| Període   | Identitat     | Partit |
| --------- | ------------- | ------ |
| 2001-2008 | Raymond Dulin |        |
| 2008-     | Gérard Fitan  | PCF    |